# Blomstrandhalvøya
Blomstrandhalvøya („Blumenstrandhalbinsel“) ist eine unbewohnte Insel im zu Norwegen gehörenden Spitzbergen-Archipel.

## Geographie
Blomstrandhalvøya liegt gegenüber von Ny-Ålesund im Kongsfjord südlich der Abbruchkante des Gletschers Blomstrandbreen, der früher bis auf die Insel reichte. Deshalb wurde sie – wie der heutige Name noch sagt – für eine Halbinsel gehalten. Die Insel ist etwa fünf Kilometer lang und bis zu vier Kilometer breit. Ihre Fläche beträgt 16 km².
Die Insel ist gebirgig und erreicht in den Gipfeln Irgensfjellet (385 m) und Bratliekollen (370 m) ihre größten Höhen. Zwischen beiden erstreckt sich der Sattel Blomstrandsalen. In tieferen Lagen im Nordosten und im Süden gibt es einige kleinere Seen und Bäche und in der Nähe der Quelle Jakobskjelda einen Wasserfall mit einer Höhe von 5,3 m. An der kleinen Bucht Grottevika an der Westküste findet man mehrere Höhlen und Dolinen. Hier steht auch das Leuchtfeuer Grotten mit einer Feuerhöhe von zehn Metern.
Blomstrandhalvøya besteht vorwiegend aus kristallinem Kalkstein.

## Geschichte
1906 wurde auf Blomstrandhalvøya Marmor entdeckt. Fünf Jahre später eröffnete der englische Geschäftsmann Ernest Mansfield (1862–1924) mit seiner Northern Exploration Company Ltd. einen Steinbruch und gründete die Bergbausiedlung London an der Bucht Peirsonhamna an der Südküste der (Halb-)Insel. Schwere Maschinen und Kräne wurden angeschafft und Werkstätten, Lagerhäuser sowie Wohnhäuser für 70 Personen errichtet. Die Geschäfte liefen aber nicht gut, weil der Marmor sich als minderwertig herausstellte. Nachdem der Abbau während des Ersten Weltkriegs ohnehin geruht hatte, wurde der Betrieb 1920 ganz eingestellt. Reste der Maschinen und einiger Häuser sind bis heute erhalten und stehen unter Denkmalschutz.